# Winter Songs
Winter Songs is het tweede album van de avant-garde-rockgroep Art Bears. Het was de eerste plaat die de groep onder deze naam opnam. De eerste plaat van de band, Hopes and Fears (1978) kwam tot stand toen de drie nog deel uitmaakten van Henry Cow. 
Winter Songs bestaat uit veertien korte songs, gecomponeerd door Fred Frith rond poëtische teksten van drummer Chris Cutler. Deze politiek getinte teksten waren gebaseerd op de stylobaat van de Notre-Dame van Amiens. Het album werd van 22 november tot 5 december 1978 opgenomen en gemixt in Sunrise Studio in Kirchberg (Zwitserland). Bij de totstandkoming van de plaat speelde co-producer Etiene Conod een belangrijke rol.
Het album kwam in 1979 uit op Ralph Records en Recommended Records (UK). Van de plaat verscheen datzelfde jaar op Ralph de single 'Rats and Monkeys'/'Collapse'. In 1988 werd Winter Songs met de derde en laatste plaat van de groep, The World as it is Today (1981) op één cd heruitgebracht. De plaat werd in 2003 heruitgebracht in de verzamel-box The Art Box.

## Tracklist
1. 'The Bath of Stars'
2. 'First Things First'
3. 'Gold'
4. 'The Summer Wheel'
5. 'The Slave'
6. 'The Hermit'
7. 'Rats & Monkeys'
8. 'The Skeleton'
9. 'The Winter Wheel'
10. 'Man & Boy'
11. 'Winter/War'
12. 'Force'
13. '3 Figures'
14. '3 Wheels'

## Muzikanten
- Fred Frith (gitaren, keyboards, viola, viool, xylofoon)
- Chris Cutler (drums, percussie, noise)
- Dagmar Krause (zang)

## Productie en hoes
- Productie: Art Bears en Etienne Conod
- Hoes: Art Bear IV